# Eodorcadion virgatum
Eodorcadion virgatum es una especie de escarabajo longicornio del género Eodorcadion, categorizada en la tribu Dorcadionini, de la subfamilia Lamiinae. Fue descrita por Motschulsky en 1854.

## Descripción
Mide 14-20,5 mm de longitud.

## Distribución
Se distribuye por China y Mongolia.